# Arbasy Małe
Arbasy Małe – kolonia wsi Arbasy w Polsce położona w województwie podlaskim, w powiecie siemiatyckim, w gminie Drohiczyn.
W latach 1975–1998 miejscowość administracyjnie należała do województwa białostockiego.
Wierni kościoła rzymskokatolickiego należą do parafii Świętych Apostołów Piotra i Pawła w Śledzianowie.